# Павлов, Пётр Петрович (генерал)
Пётр Петрович Павлов (12 февраля 1896 года, слобода Уразово, Валуйский уезд, Воронежская губерния, ныне Валуйский район, Белгородская область — 4 сентября 1962 года, Москва) — советский военный деятель, генерал-майор танковых войск (3 мая 1942 года).

## Начальная биография
Петр Петрович Павлов родился 12 февраля 1896 года в слободе Уразово ныне Валуйского района Белгородской области. .

## Военная служба

### Гражданская война
В ноябре 1917 года вступил в отряд Красной гвардии, а в феврале 1918 года был призван в РККА и назначен на должность отделенного командира 12-го стрелкового полка (42-я стрелковая дивизия), в мае того же года — на должность командира взвода отдельного кавалерийского эскадрона. Принимал участие в боевых действиях на Южном и Западном фронтах против немцев и войск под командованием генералов П. Н. Краснова и А. И. Деникина, в советско-польской войне, а затем — в Крыму против войск под командованием П. Н. Врангеля.

### Межвоенное время
С января 1923 года командовал эскадроном сначала в 23-м, а затем в 24-м Донском кавалерийских полках.
С февраля 1925 года служил в 19-м Манычском кавалерийском полку на должностях командира эскадрона, помощника начальника штаба полка и начальника полковой школы.
В декабре 1928 года направлен на учёбу на кавалерийские курсы усовершенствования командного состава в Новочеркасске, после окончания которых в сентябре 1929 года вернулся в 19-й кавалерийский полк и назначен на должность помощника начальника штаба полка, в ноябре 1930 года — на должность начальника 2-го отделения штаба 4-й Ленинградской кавалерийской дивизии. С мая 1931 года служил на должности начальника полковой школы 23-го Сальского кавалерийского полка, однако в ноябре того же года вернулся на прежнюю должность в 4-ю кавалерийскую дивизию.
После окончания Ленинградских бронетанковых курсов в марте 1932 года Павлов назначен на должность преподавателя Горьковской бронетанковой школы (Московский военный округ), а с июля 1937 года служил в Бронетанковом училище имени И. В. Сталина на должностях преподавателя, командира учебного батальона и помощника начальника училища по строевой части.
В январе 1939 года назначен на должность помощника командира 38-й легкотанковой бригады (Киевский военный округ), 8 августа 1940 года — на должность помощника генерал-инспектора Бронетанковых войск Красной Армии, однако 10 сентября того же года снят с занимаемой должности и назначен на должность командира 38-й легкотанковой бригады, а в марте 1941 года — на должность командира 41-й танковой дивизии (22-й механизированный корпус).

### Великая Отечественная война
С началом войны дивизия под командованием Павлова принимала участие в ходе встречного танкового сражения в районе городов Дубно, Луцк и Ровно, а вскоре — в оборонительных боевых действиях на киевском направлении.
В сентябре назначен на должность заместителя командира 46-й танковой бригады (4-я армия, Волховский фронт) и вскоре во время боевых действий за Тихвин Павлов заменил раненого командира бригады. За умелое руководство боем, мужество и отвагу был награждён орденом Красной Звезды.
В феврале 1942 года назначен на должность заместителя командующего 59-й армией по Автобронетанковым войскам, а в июле того же года — на должность командира 25-го танкового корпуса, который вскоре принимал участие в ходе Воронежско-Ворошиловградской операции, во время которой вёл оборонительные боевые действия на чижовском плацдарме южнее Воронежа, а затем в Среднедонской операции наступал по направлению на города Богучар, Слобода и Кашары, за 10 дней боевых действий прошёл более 350 км и вышел западнее города Морозовск. С февраля 1943 года в ходе Донбасской наступательной операции, форсировании Днепра и захвате плацдарма на его западном берегу южнее города Запорожье. Во время этой операции корпус в течение 13 суток вёл тяжёлые боевые действия в отрыве от главных сил армии, во время которых Павлов был ранен, но продолжил командовать корпусом и организовал прорыв из окружения в районе Запорожья, однако попал в плен. Содержался в лагере военнопленных Хаммельсбург, где предпринимались попытки вербовки РОА. За отказ от предложения Павлов был помещён в нюрнбергскую тюрьму, где подвергался пыткам. Вскоре был переведён в концлагерь Флоссенбюрг.
В апреле 1945 года из оставшихся в живых заключенных лагеря Флоссенбюрг был организован Марш смерти через Альпы в концлагерь Дахау. По дороге 20 апреля генерал-майор Павлов сбежал, после чего сутки просидел в озере с целью избежания обнаружения и вскоре вышел на французскую территорию, где его обнаружили партизаны, которые помогли Павлову добраться до советской военной миссии в Париже. Вскоре был направлен на сборно-пересыльный пункт репатриированных 1-го Украинского фронта в Дрездене.

### Послевоенная карьера
После войны с 26 мая 1945 года Павлов проходил специальную проверку в органах НКВД, после чего был восстановлен в кадрах РККА, и в марте 1946 года направлен на учёбу на Высшие академические курсы при Высшей военной академии имени К. Е. Ворошилова, после окончания которых с марта 1947 года состоял в распоряжении Управления кадров бронетанковых и механизированных войск для использования на преподавательской работе и в мае того же года назначен на должность заместителя командира по бронетанковым и механизированным войскам 36-го гвардейского стрелкового корпуса.
Генерал-майор танковых войск Пётр Петрович Павлов в июне 1950 года вышел в запас. Умер 4 сентября 1962 года в Москве. Похоронен в колумбарии Нового Донского кладбища.

## Награды
- Орден Ленина (05.11.1946);
- Четыре Ордена Красного Знамени (1928, 20.01.1943, 04.02.1943, 06.05.1946,24.06.1948);
- Орден Красной Звезды (17.12.1941);
- Юбилейная медаль «XX лет Рабоче-Крестьянской Красной Армии».